# The Midsummer Station – Acoustic EP
The Midsummer Station – Acoustic EP je EP od americké synthpopové skupiny Owl City. Bylo složeno skladatelem, producentem a zpěvákem Adamem Youngem. Na iTunes vyšlo 30. července 2013 jako akustická verze několika písní z alba The Midsummer Station.

## Seznam skladeb
| The Midsummer Station Acoustic | The Midsummer Station Acoustic | The Midsummer Station Acoustic |
| Pořadí                         | Název                          | Délka                          |
| ------------------------------ | ------------------------------ | ------------------------------ |
| 1.                             | Good Time                      | 3:35                           |
| 2.                             | Shooting Star                  | 4:31                           |
| 3.                             | Gold                           | 3:55                           |
| 4.                             | Hey Anna                       | 3:51                           |
| 5.                             | I Hope You Think Of Me         | 3:36                           |

## Zajímavosti
The Midsummer Station – Acoustic EP je po Of June a Shooting Star v pořadí třetí EP hudebního projektu Adama Younga Owl City. EP obsahuje akustické verze písní Good Time, Shooting Star a Gold ze čtvrtého studiového alba The Midsummer Station a navíc jsou přidány dvě B-Sides skladby Hey Anna a I Hope You Think Of Me, které představil různých koncertech už v letech 2011 a 2012.
The Midsummer Station – Acoustic EP se umístilo na 99. příčce na žebříčku Billboard 200.
Na svém blogu Adam ke konci roku 2012 ještě před oficiálním datem vydání zveřejnil minutové ukázky Hey Anna a I Hope You Think Of Me.